# جامعة دركسل
جامعة دركسل جامعة مختلطة خاصّة موجودة في فيلاديلفيا، ببنسيلفانيا، الولايات المتحدة. تأسّست في سنة 1891 من طرف أنطوني دركسل وهو مستثمر وفاعل خير معروف.
تم تسجيل أكثر من 26,000 طالب في أكثر من 70 برنامج خاص للطلاب الجامعيين من غير المتخرجين وأكثر من 100 برنامج مخصص لطلاب الماجستير والدكتوراه والبرامج المهنية في الجامعة لسنة 2015.

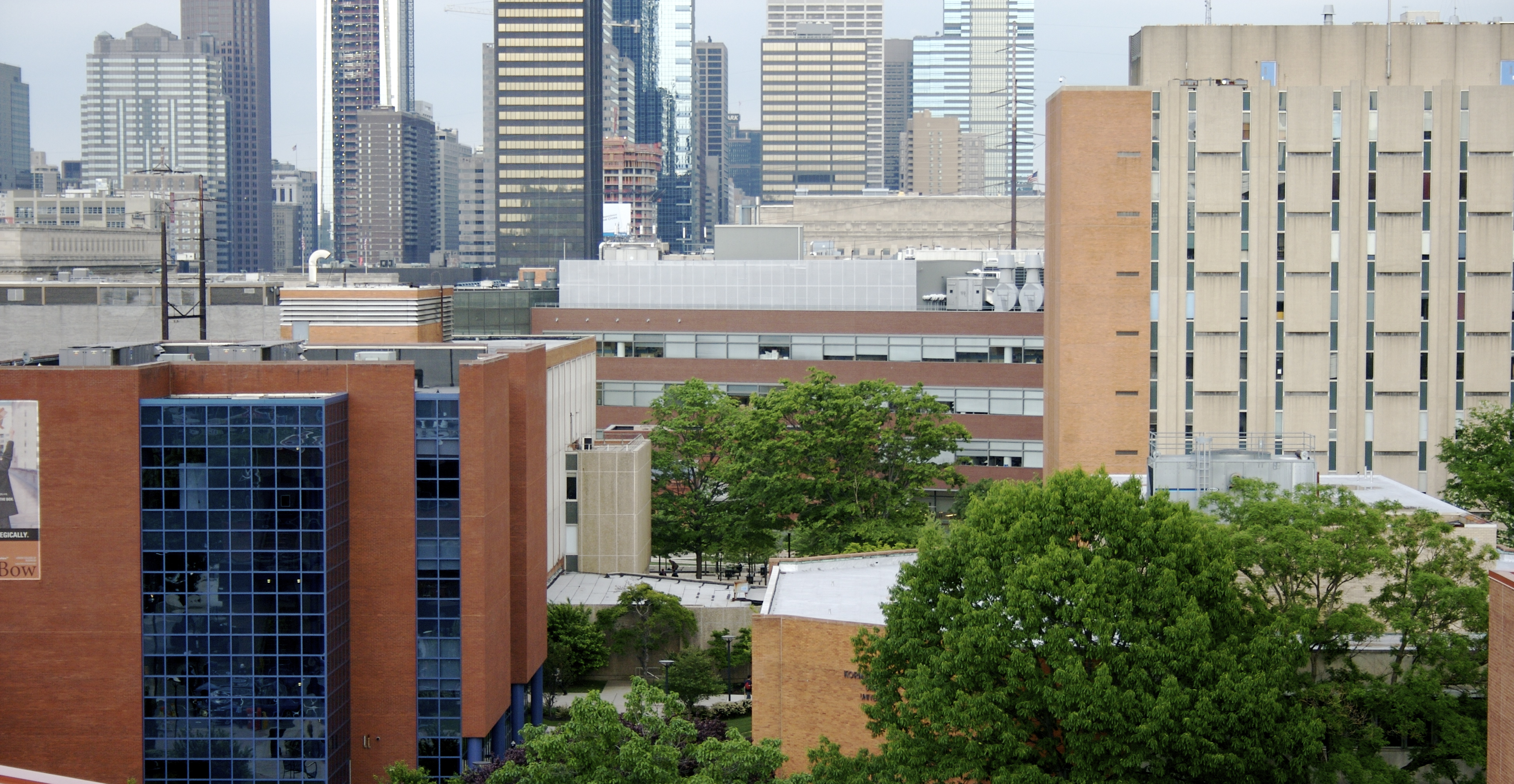

## وصلات خارجية
- الموقع الرسمي